# Estação Hito Galvarino
A Estação Hito Galvarino é uma das estações do Biotrén, situada em Coronel, entre a Estação Cardenal Raúl Silva Henríquez e a Estação Los Canelos. Administrada pela Ferrocarriles del Sur (FESUR), faz parte da Linha 2.
Foi inaugurada em 29 de fevereiro de 2016. Localiza-se no cruzamento da Rodovia Concepción-Lota com a Avenida Galvarino. Atende o setor de Escuadrón.